# コンラート・ファイト
コンラート・ファイト（Conrad Veidt、本名：Hans Walter Konrad Veidt、1893年1月22日 - 1943年4月3日）は、ドイツ出身の俳優。主な出演作は、『カリガリ博士』(1919)、『バグダッドの盗賊』(1940)、『 カサブランカ』(1942)。また、『笑う男』(1928)で演じたグウィンプレイン役が『バットマン』のジョーカーのモデルになった。

## 略歴

### 若年期
1893年、彼はベルリンの労働者階級が住む地域で、Hans Walter Conrad Weidt として生まれた。(彼の初期の主張によって、ポツダム生まれと誤記された資料もある。) 彼は、1916年から亡くなるまで、100作以上の映画に出演した。彼のサイレント映画時代の最も有名な2つの作品は、残忍な夢遊病者を演じた『カリガリ博士』(1919)と、醜いサーカス芸人を演じた『笑う男』(1928)である。ロサンゼルス・タイムズは、次のように評した。「コンラート・ファイトはヴィクトル・ユーゴーの小説を基にしたセミ・サイレント映画で主役を演じた。領主の息子である彼は、彼の父親が王に無礼を働いたため、その顔に永遠の笑みを刻まれた」。
また、ファイトはマグヌス・ヒルシュフェルト脚本の、同性愛者の権利を描いた先駆的映画『他の人々とは異なって』(1919)に出演し、おそらく映画史上初の同性愛者の人物を演じた。ドイツ初のトーキー『六十八番の花嫁』(1929)にも主演した。

### イギリス滞在期
ファイトはナチス政権に激しく反対し、それは1933年にユダヤ人女性 Illona Prager と結婚した一週間後にイギリスへ移住する動機になった。彼はイギリスに定住し、1938年には市民権を得た。
彼はイギリスでも映画出演を続けた。マイケル・パウエル監督の3つの作品、『スパイ』(1939)、『Contraband』(1940)、『バグダッドの盗賊』(1940)などがある。

### 晩年期
1940年代、彼はハリウッドへ移住し、ナチス党員とその兄弟の二役を演じた『Nazi Agent』(1942)などの数作に主演した。この時代、彼の最も有名な役は『カサブランカ』(1942)で演じたハインリッヒ・シュトラッサー少佐だった。
しかしその翌年、ロサンゼルスでゴルフをしていた時に心臓発作で倒れ、亡くなった。

### 私生活
結婚歴は3回。最初の妻である女優のガッシ―・ホール（en:Gussy Holl）は後にエミール・ヤニングス夫人となった。二番目の妻との間に娘が一人いる。

## 文化への影響
ファイトのスチール写真はジョーカーを閃くきっかけとなった。その製作者たち(ボブ・ケイン、ビル・フィンガー、ジェリー・ロビンソン)は、「実際は誰がジョーカーを思いついたのか」について長い論争を続けた。
ファイトはイギリス映画『F.P.1』(1933)の主題歌『Where the Lighthouse Shines Across the Bay』を歌った。この曲は当時は失敗に終わったが、1980年代のイギリスで、DJのw:Terry Woganが彼の番組でリクエスト曲として流したあとに、ヒット曲になった。その後は、リクエストのリピートが殺到した。

## 主な出演作品
| 公開年 | 邦題 原題                                                                      | 役名                             | 備考 |
| ------ | ------------------------------------------------------------------------------ | -------------------------------- | ---- |
| 1919   | 他の人々とは異なって Anders als die Andern                                     | Paul Körner                      |      |
| 1919   | 怪談五種 Unheimliche Geschichten                                               |                                  |      |
| 1919   | Nocturno der Liebe                                                             | フレデリック・ショパン           |      |
| 1920   | 王城鬼バルサモ Der Graf von Cagliostro                                         | 大臣                             |      |
| 1920   | サタン Satanas                                                                 | サタン 他                        |      |
| 1920   | カリガリ博士 Das Cabinet des Dr. Caligari                                      | チェザーレ                       |      |
| 1920   | ジキル博士とハイド氏 Der Januskopf                                             | ウォレン博士／オコナー氏         |      |
| 1920   | 世界の黎明 Weltbrand                                                           | クリスチャン・ヴァーンシャッフェ |      |
| 1921   | 孟買の一夜 Das Geheimnis von Bombay                                            | トッシ                           |      |
| 1921   | 憐れみの心 Christian Wahnschaffe, 2. Teil - Die Flucht aus dem goldenen Kerker | クリスチャン                     |      |
| 1921   | 恋のネルスン Lady Hamilton                                                     | ネルソン卿                       |      |
| 1922   | Lucrezia Borgia                                                                | チェーザレ・ボルジア             |      |
| 1923   | Paganini                                                                       | ニコロ・パガニーニ               |      |
| 1923   | ウイリアム・テル Wilhelm Tell                                                  | ヘルマン・ゲスラー               |      |
| 1923   | Bride of Vengeance                                                             | チェーザレ・ボルジア             |      |
| 1924   | 芸術家気質 Künstlerlaunen                                                      | アルパッド                       |      |
| 1924   | 芸術と手術 Orlacs Hände                                                        | ポール・オルラック               |      |
| 1924   | 裏町の怪老窟 Das Wachsfigurenkabinett                                          | イワン雷帝                       |      |
| 1924   | ニュウ Nju - Eine unverstandene Frau                                           | 彼                               |      |
| 1926   | 恋は盲目 Liebe macht blind                                                     | ラマール                         |      |
| 1926   | 亡国病患者 Dürfen wir schweigen?                                               | ポール・ハーディング             |      |
| 1926   | プラーグの大学生 Der Student von Prag                                          | Balduin, ein Student             |      |
| 1926   | 生ける仮面 Die Flucht in die Nacht                                             | ハインリヒ4世                    |      |
| 1927   | 我れ若し王者なりせば The Beloved Rogue                                         | ルイ11世                         |      |
| 1927   | ある男の過去 A Man's Past                                                      | ポール・ラロシュ                 |      |
| 1927   | 最後の演技 The Last Performance                                                | エリック                         |      |
| 1928   | 笑ふ男 The Man Who Laughs                                                      | ギンプレーン                     |      |
| 1929   | 六十八番目の花嫁 Das Land ohne Frauen                                          | ディック・アシュトン             |      |
| 1930   | 最後の中隊 Die letzte Kompagnie                                                | バーク                           |      |
| 1931   | 旅愁 Der Mann, der den Mord beging                                             | セヴィニ卿                       |      |
| 1931   | 會議は踊る Der Kongreß tanzt                                                   | メッテルニヒ                     |      |
| 1932   | Rasputin, Dämon der Frauen                                                     | ラスプーチン                     |      |
| 1932   | 黒騎士 Der schwarze Husar                                                      | ハンスゲオルク                   |      |
| 1932   | 南欧横断列車510 Rome Express                                                   | ザータ                           |      |
| 1933   | 私と女王様 Ich und die Kaiserin                                                | Marquis de Pontignac             |      |
| 1933   | 空襲と毒瓦斯 I Was a Spy                                                       | Commandant Oberaertz             |      |
| 1933   | 声なき凱歌 The Wandering Jew                                                   | マタシァス                       |      |
| 1934   | ウイリアム・テル Wilhelm Tell                                                  | ヘルマン・ゲスラー               |      |
| 1934   | 武器なき戦ひ Jew Süss                                                          | ジュス                           |      |
| 1937   | 間諜 Dark Journey                                                              | マルイッツ男爵                   |      |
| 1939   | スパイ The Spy in Black                                                        | ハルト艦長                       |      |
| 1940   | バグダッドの盗賊 The Thief of Bagdad                                           | ジャファー                       |      |
| 1941   | 女の顔 A Woman's Face                                                          | トリステン・バーリング           |      |
| 1941   | 嘆きの白薔薇 The Men in Her Life                                               | スタニスラフ                     |      |
| 1942   | カサブランカ Casablanca'                                                       |                                  |      |

## 注記
1. ↑   Entertainment Weekly writer Frank Lovece official site: Web Exclusives — Bob Kane interview
"[The Joker] looks like Conrad Veidt — you know, the actor in The Man Who Laughs [...] Bill Finger had a book with a photograph of Conrad Veidt and showed it to me and said, 'Here's the Joker'."
2. ↑  A brief history of the Joker - Los Angeles Times
3. ↑  1932年のドイツ映画「F.P.1 antwortet nicht」の英語版。日本ではドイツ版のみ公開された。邦題は「F・P一号応答なし」
https://www.imdb.com/title/tt0023996/